# Mutellip Iminqari
Mutellip Iminqari (uigurisch مۇتەللىپ ئىمىنقارى, chinesisch 木塔力甫·依明卡日 Mùtǎlìfǔ Yīmíngkǎrì, * 18. März 2004 in Kashgar) ist ein chinesischer Fußballspieler uigurischer Abstammung.

## Leben und Karriere

### Verein
iminqari spielte zwischen 2018 und 2021 in den Jugendverein von Chengdu Derui. Seit 2022 ist er im Verein Chengdu Rongcheng FC aktiv. Er debütiertr am 26. Juni 2022 gegen FC Shenzhen. Im folgenden Monat erzielte er sein erstes Tor beim 2:1-Sieg gegen Tianjin Jinmen Tiger.

### Nationalmannschaft
Iminqari begann von 2022 bis 2023 seine Nationalmannschaftskarriere bei den U20-Junioren der China. 2023 trat er der China U23 bei.